# Статья 28 закона о местном самоуправлении Великобритании
Статья 28 закона о местном самоуправлении Великобритании (англ. Section 28 of the Local Government Act 1988) — это британский закон, запрещающий «пропаганду гомосексуализма» местными властями. Введённый консервативным правительством Маргарет Тэтчер, он действовал с 1988 по 2000 год в Шотландии и до 2003 года в Англии и Уэльсе. Этот закон заставил многие организации, такие как группы поддержки студентов лесбиянок, геев и бисексуалов, закрыть или ограничить свою деятельность или ввести самоцензуру.
Закон назван в честь Раздела 28 Закона о местном самоуправлении 1988 года, который добавил Раздел 2A к Закону о местном самоуправлении 1986 года. Поправка, принятая 24 мая 1988 года, гласит, что местные органы власти «не должны намеренно пропагандировать гомосексуальность или публиковать материалы с намерением пропагандировать гомосексуальность» или «поощрять обучение в любой поддерживаемой школе приемлемости гомосексуализма как предполагаемых семейных отношений». Он был отменён 21 июня 2000 года в Шотландии Законом 2000 года об этических стандартах в общественной жизни и являлся одним из первых законодательных актов, принятых новым шотландским парламентом, а 18 ноября 2003 года — в Англии и Уэльсе разделом 122 Закона о местном самоуправлении 2003 г.

## История
Статья 28 возникла в результате перехода в британском обществе от гомосексуализма, который был незаконным, к легальному, но всё ещё подвергался дискриминации, после обсуждения в 1950-х годах и декриминализации гомосексуальных отношений в 1967 году для лиц старше 21 года в соответствии с Законом о сексуальных преступлениях 1967 года.
80-е годы были эпохой, когда впервые стали говорить о ВИЧ/СПИДе. Первыми зарегистрированными жертвами заболевания были группа геев, и болезнь стала ассоциироваться с ними в СМИ, сначала встречаясь в медицинских кругах, Связь ВИЧ/СПИДа с гомосексуалистами и бисексуалами усугубила их стигматизацию, и эта связь коррелировала с более высоким уровнем сексуальных предрассудков, таких как гомофобные/бифобные отношения.
Рост негативных настроений к гомосексуализму достиг пика в 1987 году, за год до принятия закона. По данным Британского опроса социальных установок, 75 % населения заявили, что гомосексуальная активность была «всегда или в основном неправильной», и только 11 % считали, что она никогда не была неправильной. За пять лет до вступления в силу аналогичный опрос BSAS показал, что 61 % избирателей-консерваторов и 67 % лейбористов считали гомосексуальную деятельность «всегда или в основном неправильной».
Предшественником была публикация в 1979 Договорённостей для школьной программы, которая требовала от местных властей опубликовать свою учебную программу. После легализации предложений по гомосексуализму для Шотландии (добавленное в качестве поправки к законопроекту об уголовном правосудии 1980 года депутатом-лейбористом Робином Куком) было опубликовано руководство, указывающее на то, что школы не должны преподавать гомосексуализм как часть уроков полового воспитания. Это было частью сделки по обеспечению государственной поддержки легализации гомосексуализма в Шотландии.
Два года спустя за этим последовала школьная программа (25 марта 1981 года), в которой государственные секретари (по вопросам образования Уэльса) заявили, что они решили «довольно подробно изложить подход к школьной программе, который, по их мнению, должен теперь применяться в предстоящие годы». Ожидается, что каждый местный орган образования разработает политику в отношении школьной программы в соответствии с «рекомендованным правительством подходом», который требует преподавания только гетеросексуальных контактов в школах.
Совет Большого Лондона непосредственно начал финансирование ЛГБТ-групп, и в период с 1981 по 1984 годы совет Большого Лондона выделил различным небольшим группам геев гранты на общую сумму не менее 292 548 фунтов стерлингов. Ещё 751 000 фунтов стерлингов было выделено на настройку Лондонского центра лесбиянок и гомосексуалистов в Ислингтоне. Около десяти из 32 местных органов власти в Лондоне, наиболее заметные Ислингтон и Харинги также финансировали гей-группы в то время, есть один отчёт, согласно которому эти районы и совет Большого Лондона вместе пожертвовали более 600 000 фунтов стерлингов на гей-проекты и группы за один только 1984 год.
В 1983 году «Daily Mail» сообщила, что экземпляр книги под названием «Дженни живёт с Эриком и Мартином», изображающий молодую девушку, живущую с отцом и его партнёром-мужчиной, был предоставлен в школьной библиотеке, находящейся в ведении контролируемого лейбористами Управления образования Внутреннего Лондона. Всё больше муниципалитетов стали принимать широкую антидискриминационную политику (в частности, Илинг, Харинги, Ислингтон, Камден и Манчестер, которые нанимали офицеров для борьбы с гомофобией).
Внимание к этому обратили и союзы между ЛГБТ и профсоюзами (включая Национальный союз работников горнодобывающей промышленности), сформированный активистскими группами, такими как лесбиянки и геи, поддерживающими горняков и лесбиянок против закрытия шахт, привёл к принятию на ежегодной конференции Лейбористской партии в 1985 году резолюции о криминализации дискриминации в отношении лесбиянок, геев и бисексуалов. Это законодательство было поддержано блоковым голосованием от национального союза работников горнодобывающей промышленности. Кроме того, избрание в городской совет Манчестера Маргарет Рофф в ноябре 1985 года сделала её первым в Великобритании мэром — открытой лесбиянкой и публикация «Changing The World» в 1985 — всё это способствовало повышению осведомлённости общественности о правах ЛГБТ.
Однако лишь в 1986 году возникли серьёзные споры, и широко распространённые демонстрации протеста внесли значительный вклад в последующее принятие статьи 28.
Во время избирательной кампании 1987 года Консервативная партия (под руководством Маргарет Тэтчер) выпустила плакаты с нападениями, утверждающие, что Лейбористская партия хочет, чтобы книга «Молодые, геи и гордые» читалась в школах, а также «Полиция: Out of School, The Playbook for Kids about Sex, и The Milkman’s on his Way, которые, согласно депутату от Клуба Джилл Найт — который представил раздел 28, а позже агитировал против однополых браков — были использованы для того, чтобы „маленькие дети в возрасте пяти и шести лет“, читая книги, которые содержали „ярко окрашенные фотографии гомосексуалистов и описание того, что это такое“ и „ясно описывали гомосексуальный акт и, действительно, прославили его“, начинали верить, что он лучше любого другого сексуального акта».
В 1988 году в Манчестере состоялась демонстрация под руководством Джона Шиерса против статьи 28, на которой присутствовало 25 000 человек.

## Отмена
Первая попытка отмены закона была предпринята 7 февраля 2000 года, в период правления лейбористов (премьер-министр — Тони Блэр), однако благодаря организованной кампании его сторонников в Палате лордов, отменить поправку не удалось. Тем не менее, в Шотландии поправка была отменена. Этому пытался воспрепятствовать миллионер и приверженец христианских ценностей Брайан Саутер, который организовал опрос общественного мнения, согласно результатам которого 86,8 % опрошенного населения поддерживали данную поправку.
18 ноября 2003 года поправка была отменена.
В феврале 2006 года глава консервативной партии Фрэнсис Мод, бывший в 1988 году министром правительства Маргарет Тэтчер и голосовавший за «Параграф 28», в своём интервью сайту Pinknews.co.uk заявил, что принятие этого закона «было совершенно неправильным с моральной точки зрения», а также что в результате этого «консервативная партия стала рассматриваться как оппозиционная к геям, что на самом деле неверно».